# Ryan Choi
Conformément à la coutume hongkongaise, le nom chinois est Choi Chun-yin et le nom occidental est Ryan Choi.
Pour les articles homonymes, voir Choi.
Ryan Choi Chun-yin (en chinois traditionnel : 俊彥蔡) est un fleurettiste hongkongais. Il participe aux épreuves individuelles et par équipes des Jeux olympiques d'été de 2020 à Tokyo. Lors des championnats du monde 2025, il obtient la médaille d’or en individuel.

## Biographie
Ryan Choi débute l'escrime durant sa quatrième année de primaire, forcé par sa mère. Bien que réticent au départ, il ressortira de sa première séance complètement conquis.
Il continue de pratiquer activement ce sport même après avoir intégré le collège La Salle. Alors qu'il est encore dans cette école, il participe aux Jeux olympiques de la jeunesse de 2014 à Nanjing. Il y remporte une médaille d'or avec l'équipe Asie-Océanie et une médaille d'argent en individuel. Cela lui vaut d'être publiquement soutenu du secrétaire des finances du pays, John Tsang.
Il étudie à l'université de Hong Kong, où il est le camarade de chambre d'Edan Lui, un chanteur de cantopop.
En 2019, il rejoint l'Italie pour l'Universiade d'été de 2019. Lors de la cérémonie d'ouverture, il représente sa délégation en tant que porte-drapeau. Il ne remporte rien durant la compétition.
Choi participe, sept ans après Nanjing, aux Jeux olympiques de Tokyo. Tout d'abord se déroulent les épreuves individuelles au cours desquelles il parvient à atteindre les 8e de finale après avoir vaincu le Canadien Maximilien Van Haaster (15-10) et avoir été battu par le Japonais Takahiro Shikine (6-15). Il se classe finalement 11e.
Par équipes, les résultats sont légèrement meilleurs. Après une défaite lors du premier match de l'équipe de Hong Kong contre le Comité olympique russe (39-45), les Hongkongais ont droit à deux matchs de classement. Le premier est perdu face aux Allemands (39-45) mais le second est gagné haut la main face aux Égyptiens (45-21).
Après trois années sans podium majeur, il fait un retour triomphant à Incheon, avant-dernier Grand Prix de la saison 2021-2022, en s'emparant de la médaille d'argent alors que les espoirs de son pays se tournaient plutôt vers son compatriote Cheung Ka Long. Dans sa course jusqu'à la médaille, il vainc plusieurs adversaires au palmarès plus étoffés que lui (Enzo Lefort, Alessio Foconi), souvent dans des matchs aux scores serrés (15-14). Il s'incline finalement face à Tommaso Marini.
Il ne parvient pas à se qualifier pour les Jeux olympiques de 2024. La saison suivante, il remporte sa première épreuve de Coupe du monde en individuel, en battant Tommaso Marini en finale du Grand Prix de Shanghai, le 16 mai 2025. Un mois plus tard, il remporte la médaille d’or individuelle aux Championnats d’Asie en battant Mo Ziwei avec le score de 15-6 en finale.

## Distinction
- Jeune athlète de Hong Kong le plus impressionnant de l'année (2014)[13]
- Athlète et étudiant masculin de Hong Kong de l'année (2021)[2]

## Palmarès

### Junior
- Jeux olympiques de la jeunesse
  -  Médaille d'argent en individuel aux Jeux olympiques de la jeunesse de 2014 à Nanjing
  -  Médaille d'argent par équipes (Asie-Océanie 1) aux Jeux olympiques de la jeunesse de 2014 à Nanjing

### Sénior
- Championnat du monde
  -  Médaille de bronze par équipes aux Championnats du monde 2023 à Milan[14]
  -  Médaille d’or en individuel aux Championnats du monde 2025 à Tbilisi[1]
- Grand Prix
  -  Médaille de bronze au Grand Prix de Shanghai sur la saison 2018-2019[10]
  -  Médaille d'argent au Grand Prix d'Incheon sur la saison 2021-2022[10]
  -  Médaille d'or en individuel au Grand Prix de Shanghai sur la saison 2024-2025[11]
- Coupe du monde
  -  Médaille d'argent par équipes à la Coupe du monde de Saint-Pétersbourg sur la saison 2018-2019[15]
  -  Médaille de bronze par équipes à la Coupe du monde du Caire sur la saison 2019-2020[15]
  -  Médaille de bronze en individuel à la Coupe du monde de Tokoname sur la saison 2023-2024
  -  Médaille de bronze en équipes à la Coupe du monde de Tokoname sur la saison 2023-2024
  -  Médaille d’or en équipes à la Coupe du monde de Hong-Kong sur la saison 2023-2024
- Championnats d'Asie
  -  Médaille d'argent par équipes aux Championnats d'Asie 2018 à Bangkok
  -  Médaille de bronze par équipes aux Championnats d'Asie 2019 à Tokyo
  -  Médaille de bronze en individuel aux Championnats d’Asie 2022 à Séoul
  -  Médaille d’or en individuel aux Championnats d’Asie 2025 à Bali
  -  Médaille de bronze par équipes aux Championnats d’Asie 2025 à Bali[16]
- Jeux asiatiques
  -  Médaille d'argent par équipes aux Jeux asiatiques de 2018 à Jakarta[17]

## Classement en fin de saison
| Année | 2017 | 2018 | 2019 | 2020 | 2021 | 2022 | 2023 | 2024 | 2025 |
| ----- | ---- | ---- | ---- | ---- | ---- | ---- | ---- | ---- | ---- |
| Rang  | 80   | 70   | 21   | 12   | 12   | 10   | 23   | 20   | 1    |

Avant les championnats du monde 2025, Choi se situe à la 12e place du classement FIE de la saison 2024-2025. Il profite de l’hécatombe des favoris, tels que le double champion olympique Cheung Ka Long (2e avant) sorti au premier tour ou encore Nick Itkin (3e avant) qui s’incline au second tour, pour s’imposer comme nouveau numéro 1 mondial.